# Соболев (кратер)
Кратер Соболев — кратер, образовавшийся в результате падения метеорита на Дальнем Востоке России. Имеет диаметр 53 метра и возраст менее 1000 лет.